# Кішка (острів)
Кі́шка (рос. Кошка) — невеликий острів у морі Лаптєвих, біля східного узбережжя півострову Таймир. Територіально відноситься до Красноярського краю, Росія.
Розташований на північ від Поворотного півострова, від якого відмежовується Катерною протокою. Острів має видовжену форму, витягнутий із північного заходу на південний схід. Являє собою вузьку піщану косу, має 2 невеликих озерця. Крайня південна точка — Преградний мис.